# OODA
Cykl OODA (ang. Observe-Orient-Decide-Act Obserwacja-Orientacja-Decyzja-Akcja) to model adaptacyjnego cyklu podejmowania decyzji. Stanowi inspirację rozwoju doktryn armii amerykańskiej i coraz częściej pojawia się jako wzorzec myślenia strategicznego w nowoczesnym, silnie konkurencyjnym biznesie.
Koncepcję opracował John Boyd na przełomie lat 1970–1980.
Model ten wyróżnia 4 podstawowe obszary przetwarzania informacji, którymi są obserwacja, orientacja, decyzje i działania.
- Obserwacja polega na gromadzeniu danych dotyczących różnych aspektów środowiska w którym działamy. Jednym z kluczowych nurtów obserwacji jest obserwowanie informacji zwrotnych związanych z podejmowanych decyzjami i działaniami.
- Orientacja to nakładanie zebranych informacji na aktualny model pojęciowy opisujący otoczenie i zsyntetyzowanie przesłanek (bodźców) do podjęcia decyzji i działania. Proces orientacji ma fundamentalne znaczenie dla efektywności, z jaką realizujemy cały cykl OODA. Uwarunkowania kulturowe, cechy wrodzone i dziedziczone, warunkują nasze odruchy i rutynowe działania wyuczone. To sfera szybkich i precyzyjnych, choć z drugiej strony trudnych do zmiany działań i reakcji. Zdolność do analizy i syntezy pozwala świadomie zmieniać modele pojęciowe jakimi posługujemy się w ocenie sytuacji oraz działać skutecznie również tam, gdzie nie sięgają odruchy i doświadczenie.
- Decyzje – w przypadku decyzji podejmowanych świadomie i nierutynowo mamy do czynienia z wyborem / odrzuceniem jednego z wariantów działania. Decyzje mogą też mieć charakter odruchowy, wówczas działania następują (lub są odrzucane) niejako „automatycznie”.
- Działanie to podjęcie (świadome bądź odruchowe) realizacji jednego z wypracowanych wcześniej scenariuszy. Rozpoczynając interakcję z otoczeniem, niejako testujemy w praktyce samą decyzję (dostarczając dodatkowy danych i wynikających z nich przesłanek) jak i model pojęciowy będący podstawą orientacji. Krótko mówiąc – uczymy się i adaptujemy do zmiennego i nie w pełni poznanego otoczenia.

Procesy przetwarzania informacji we wszystkich czterech obszarach przeważnie zachodzą równolegle. Istotą OODA jest synchronizacja pomiędzy obserwacją i orientacją; pomiędzy orientacją, decyzją i działaniem; a wreszcie monitorowanie wpływu podejmowanych działań poprzez obserwacje. Sam Boyd przekonywał w swoim briefingu „The Essence of Winning and Losing”: „Zwróćcie uwagę na to, w jaki sposób orientacja wpływa na obserwację, decyzje i akcje, z drugiej zaś strony sama jest kształtowana przez informacje zwrotne i inne zjawiska pojawiające się w naszym obszarze obserwacji. Zwróćcie też uwagę na to, w jaki sposób cała pętla (nie tylko orientacja) tworzy ciągły, wieloaspektowy, wzajemnie powiązany proces przewidywania, wyczuwania, korelowania i odrzucania”.
Fundamentalna strategia związana z praktycznym stosowaniem modelu OODA w walce, polega na stworzeniu mechanizmów pozwalających na działanie „wewnątrz” cyklu OODA przeciwnika. Tak właśnie walczyli amerykańscy piloci w Korei – reakcje przeciwnika na ich manewry były wolniejsze, i trwały dłużej niż czas potrzebny na ocenę sytuacji, zainicjowanie i wykonanie kolejnego manewru przez pilotów USA. Mechanizmami, które to umożliwiały były w tym przypadku sprawniejszy układ sterowania, lepiej zaprojektowany kokpit, skafander pilota pozwalający na ciaśniejsze skręty na większych szybkościach, a z czasem również inteligentne urządzenie radarowe do śledzenia manewrów przeciwnika.
Dzięki konsekwentnemu przenoszeniu przez Boyda modelu OODA na założenia konstrukcyjne kolejnych generacji myśliwców, USAF dysponowały bezwzględną przewagę w powietrzu (Air Superiority) praktycznie we wszystkich konfliktach zbrojnych, w których uczestniczyły. Wykorzystanie modelu OODA jest dziś bardzo szerokie. W siłach zbrojnych OODA została oficjalnie włączona do doktryny prowadzenia działań przez amerykańską piechotę morską (United States Marine Corps). OODA kształtuje dziś doktrynę wojny informacyjnej (Network Centric Warfare, Information Superiority) i architekturę systemów wspierających dowodzenie (C4I – Command, Control, Communication, Computer & Intelligence). OODA zdobywa wreszcie coraz większą popularność jako podstawa strategii biznesowych.
O atrakcyjności modelu OODA decyduje jego adaptacyjność. OODA sprawdza się w środowisku o dużej zmienności i złożoności. Zainteresowanie cyklem Boyda w biznesie związane jest z poszukiwaniem strategii pozwalających skutecznie konkurować na rynkach, które cechują się właśnie dużą zmiennością, zwłaszcza tam gdzie produkty oferowane klientom stopniowo stają się usługami dostępnymi za pomocą kanałów elektronicznych, i gdzie niezmiernie trudno uzyskać trwałą przewagę konkurencyjną.
Podstawowymi umiejętnościami pozwalającymi na istnienie i rozwój organizacji na takich rynkach są: innowacyjność, szybkie dostosowywanie portfela usług do rynku i działań konkurencji, sprawne zarządzania relacjami z partnerami, a przede wszystkim zdolność do strategicznego manewrowania. Ta ostatnia umiejętność polega na utrzymaniu trwałej przewagi konkurencyjnej poprzez systematyczne budowanie przewagi chwilowej, i właśnie w kontekście tych umiejętności pojawia się w biznesie OODA, jako model referencyjny i narzędzie pozwalające na formułowanie strategii. OODA towarzyszy więc koncepcjom takim jak organizacja adaptacyjna czy też organizacja ucząca się (Adaptive Enterprise, Agile Enterprise, Learning Organization).
Organizacja staje się zdolna do „uprawiania” manewru strategicznego, jeżeli posiada narzędzia i mechanizmy pozwalające na uzyskiwanie lepszych od konkurencji wyników w następujących wymiarach:
- Szybkość – jak szybko jesteśmy w stanie wdrożyć niezbędne zmiany lub innowacyjny pomysł?
- Zakres – jak duży zakres zmian jesteśmy w stanie skutecznie przeprowadzić? Jakie aspekty – produkty, procesy, relacje z partnerami, brand – jesteśmy w stanie objąć zmianą?
- Częstotliwość – jak często jesteśmy w stanie podejmować wysiłek zmiany „biznesoweg kursu”? Czy częste zmiany dezorganizują firmę i prowadzą do chaosu organizacyjnego, czy struktury i procesy firmy są przystosowane do systematycznych zmian?
- Precyzja – jak precyzyjnie jesteśmy w stanie osiągać zakładane cele?
- Skuteczność – jak często podejmowane przez nas działania kończymy sukcesem?
- Koszt – czy wdrażamy zmiany i innowacje taniej od konkurencji?

Praktyczne zastosowanie OODA wymaga w pierwszym rzędzie analizy tego, jak organizacja realizuje poszczególne obszary cyklu, jak je synchronizuje i jaką w efekcie uzyskuje zdolność strategicznego manewrowania. Badając pod tym kątem procesy, narzędzia i zasoby organizacji, możemy następnie zidentyfikować, gdzie leżą główne ograniczenia oraz zaplanować zmiany architektury informacyjnej organizacji, które pozwolą uzyskać zdolność manewrowania gwarantującą organizacji przewagę konkurencyjną.
W kontekście pętli OODA nowego znaczenia nabierają strategie takie jak CRM, zarządzanie wiedzą, budowanie sieci wartości, czy outsourcing. Każdą z nich można rozważać w kontekście poprawy OODA – skrócenia cyklu, poprawy synchronizacji między obszarami, zwiększenia precyzji planowania i skuteczności w realizacji planów. Ważnym aspektem staje się poszerzanie obszaru decyzji i działań, w których organizacja jest w stanie działać „odruchowo” – ten właśnie obszar jest kluczowy dla zapewnienia wysokiej zdolności manewru strategicznego a w szczególności zdolności do manewrowania „wewnątrz cyklu” graczy stanowiących otoczenie konkurencyjne.
John Boyd nie zostawił po sobie wielu materiałów pisanych. Był praktykiem a swoje koncepcje i pomysły popularyzował przede wszystkim poprzez prowadzone briefingi, takie jak Patterns of Conflicts czy The Essence of Winning and Loosing. Pod koniec życia opublikował 12 stronicowy esej Destruction and Creation – pracę poświęconą procesowi tworzenia i dezintegracji modeli koncepcyjnych w procesie poznawania i kształtowania rzeczywistości. Jego prace i pomysły podsumowuje strona internetowa „War, Chaos, and Business” ().